# Tom Zé

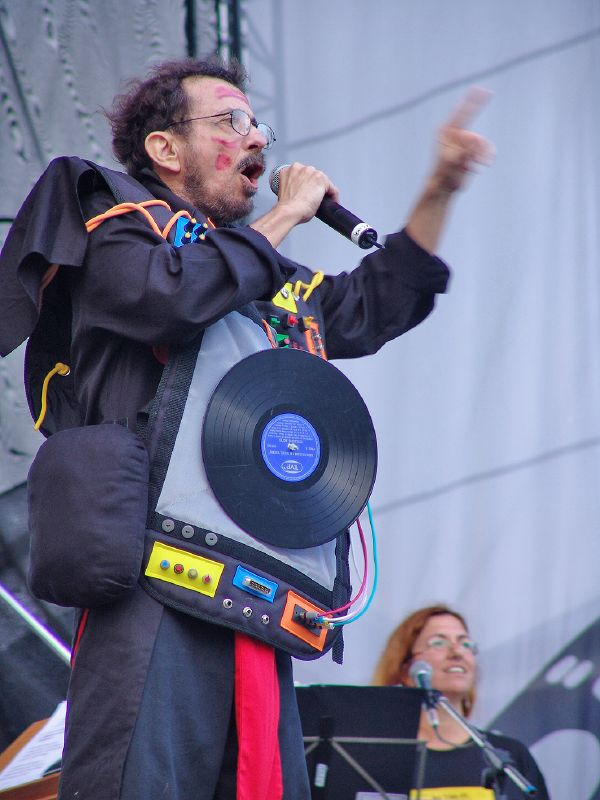
Tom Zé en São Paulo, 2007

Tom Zé, de nombre completo Antônio José Santana Martins (Irará, Bahía, 11 de octubre de 1936) es un músico brasileño, cantautor y multinstrumentista, de música popular brasileña. Es reconocido por su participación en el movimiento tropicalista.

## Biografía
Nacido en una familia acomodada, gracias a un boleto premiado de lotería, Tom Zé creció en la agreste comunidad bahiana de Irará. Posteriormente se muda a Salvador para estudiar gimnasia. De adolescente, comienza a interesarse por la música y estudia guitarra clásica en la Universidade Federal da Bahia que cuenta, entre su profesorado de la época, con Ernst Widmer, Walter Smetak y el dodecafonista Hans Joachim Koellreutter.
Toca esporádicamente en shows de aficionados de la televisión brasileña en los años 60. En 1968, obtiene el premio en el  IV Festival da Música Brasileira, del canal de televisión TV Record, con su tema São, São Paulo, Meu Amor. Influyente en el movimiento tropicalista, en esta época se junta con Caetano Veloso, Gilberto Gil, Gal Costa y Maria Bethânia en el espectáculo Nós, Por Exemplo nº 2, presentado en el Teatro Castro Alves en Salvador. Con el mismo grupo, va a São Paulo a escenificar Arena Canta Bahia, bajo la dirección de Augusto Boal, y graba el álbum manifiesto del movimento Tropicalista, Tropicália ou Panis et Circensis, en 1968.
Después de que el gobierno militar brasileño de la década de 1960 comenzara a tomar medidas enérgicas contra los músicos tropicalistas, Zé se apartó del ojo público y comenzó a experimentar con instrumentos y estilos de composición novedosos. Mientras que otras grandes figuras del tropicalismo alcanzarían un gran éxito comercial y crítico, Zé pasó las décadas de 1970 y 1980 desarrollando su concepto de pop experimental editando álbumes relativamente desconocidos, sin lograr atraer la atención del gran público.
A finales de los años 80, es “descubierto” por el músico David Byrne (de Talking Heads), quien edita un disco recopilatorio en dos volúmenes de Tom Zé, a través del sello Luaka Bop, con gran éxito entre el público y la crítica. Lentamente, su carrera se va recuperando y Tom Zé pasa a llenar escenarios en Europa, Estados Unidos y Brasil, especialmente a partir del lanzamiento de su CD Com Defeito de Fabricação en 1998.

## Estilo
Zé se ha destacado por su enfoque poco ortodoxo de melodía e instrumentación, empleando objetos-instrumentos como la máquina de escribir. Ha colaborado con  poetas concretos de São Paulo, incluido Augusto de Campos, y ha empleado técnicas concretas en sus letras. Musicalmente, su trabajo incorpora samba, Bossa Nova, música folclórica brasileña, rock and roll estadounidense, entre otros. Ha sido elogiado por compositores de vanguardia por su uso de la disonancia, la politonalidad y signaturas de compás inusuales. Zé ha sido comparado con músicos estadounidenses como Frank Zappa y Captain Beefheart.

## Discografía

### Álbumes de estudio
| Álbum                                                     | Año de lanzamiento | Discográfica      |
| --------------------------------------------------------- | ------------------ | ----------------- |
| Grande Liquidação                                         | 1968               | Sony Brazil       |
| Tom Zé                                                    | 1970               | Continental       |
| Se o Caso É Chorar                                        | 1972               | Bandera de Brasil |
| Todos os Olhos                                            | 1973               | Bandera de Brasil |
| Estudando o Samba                                         | 1975               | Bandera de Brasil |
| Correio da Estação do Brás                                | 1978               | Bandera de Brasil |
| Nave Maria                                                | 1984               | Bandera de Brasil |
| Brazil Classics, Vol. 5: The Hips of Tradition            | 1992               | Bandera de Brasil |
| Com Defeito de Fabricação                                 | 1998               | Bandera de Brasil |
| Postmodern Platos                                         | 1999               | Trama Records     |
| Jogos de Armar                                            | 2000               | Trama Records     |
| Imprensa Cantada                                          | 2003               | Trama Records     |
| Estudando o Pagode                                        | 2005               | Trama Records     |
| Danç-Êh-Sá                                                | 2006               | Tratore           |
| Estudando a Bossa                                         | 2008               | Bandera de Brasil |
| O Pirulito Da Ciência – Tom Zé & Banda Ao Vivo            | 2009               | Bandera de Brasil |
| Studies of Tom Zé: Explaining Things So I Can Confuse You | 2010               | Bandera de Brasil |
| Tropicália Lixo Lógico                                    | 2012               | Bandera de Brasil |
| Vira Lata na Via Láctea                                   | 2014               | Bandera de Brasil |
| Canções Eróticas de Ninar                                 | 2016               | Bandera de Brasil |
| Sem Você Não A                                            | 2017               | Bandera de Brasil |
| Língua Brasileira                                         | 2022               | Bandera de Brasil |

### Álbumes en vivo
| Álbum              | Año de lanzamiento |         |
| ------------------ | ------------------ | ------- |
| Danç-Êh-Sá Ao Vivo | 2006               | Tratore |

### Recopilaciones
| Álbum                                                      | Año de lanzamiento | Discográfica      |
| ---------------------------------------------------------- | ------------------ | ----------------- |
| Brazil Classics, Vol. 4: The Best of Tom Zé - Massive Hits | 1990               | Bandera de Brasil |
| 20 Preferidas                                              | 1999               | RGE               |
| Série Dois Mementos, Vol. 1                                | 2000               | Wea International |
| Série Dois Mementos, Vol. 2                                | 2000               | Wea International |
| Série Dois Mementos, Vol. 15                               | 2000               | Wea International |